# 女子足球
女子足球，简称女足，一般是指生物學女性参与的足球运动。女子足球过往通常只是作为慈善比赛或表演項目，直到1970年代出现了女子足球隊，女子足球開始發展。國際足球協會在2019年把女子足球不再被視為另一類別足球，認為其地位應與男子足球相等。

## 历史

### 待遇保障
2020年12月，國際足聯理事會通過了一系列保護女球員和女教練的規則，包括：
- 球員如果在合約期間懷孕，將會獲得最少14週有薪產假。
- 俱樂部必須為懷孕、哺乳或育兒的女球員提供特別照顧，例如允許其轉職為教練或文職人員。
- 俱樂部可以在轉會窗口以外簽下一名特例球員，以接替休產假的球員。
- 如果俱樂部因為球員懷孕而單方面終止合約，則視為惡意毀約，除賠償被解約球員以外，還可能被處以禁止交易球員等懲罰。

### 女足世界杯
在1991年，FIFA设立女子世界杯足球赛之前，在1970年代和1980年代有一些非官方的世界比赛， 包括1988年在台湾举行的FIFA女子足球邀请赛。
首届女足世界杯于1991年在中国举行，美国队获得冠军。1999年6月至7月在美国举办的第三届世界杯，吸引了全世界电视的关注，在玫瑰碗球場进行的决赛的观众更是达到了创纪录的9万人，美国在点球大战中以5-4战胜了中国队。在2015年女子世界杯足球賽決賽在加拿大是最受矚目的足球比賽在美國歷史上。全球擁有11.2億人觀看了2019女子世界杯足球賽在法國。

### 奥运会女足比赛
在1996年的亚特兰大奥运会上，女子足球首次成为奥运会项目。與男子足球項目不同的是沒有年齡限制。

## 問題

### 男女不平等
2019年國際足協女子世界盃，獎金方面女子世界盃冠軍的獎金只有男子的十分之一，平均而言也一樣。

### 伊斯兰国家女子运动员服裝
在馬哈茂德·艾哈邁迪內賈德的评论後，2012年7月，國際足聯允許球員在未來的比賽中佩戴頭巾。

## 延伸閱讀
- David J. Williamson. . R&D Associates. 1991: 100  [2017-10-11]. ISBN 0-9517512-0-4. （原始内容存档于2017-10-11）.
- Gail J Newsham. . London: Scarlet Press. 1997  [2017-10-11]. ISBN 1-85727-029-0. （原始内容存档于2017-10-11）.
- Jean Williams. . London: Routledge. 2003  [2017-10-11]. ISBN 978-0-415-26338-2. （原始内容存档于2014-04-13）.

## 外部連結
- FIFA: Women's Football（页面存档备份，存于）
- Women's Football History（页面存档备份，存于）
- Women's Soccer United: Home of Worldwide Women's Football（页面存档备份，存于）